# Табіта Кінг
Табіта Джейн Кінг (до шлюбу Спрус; англ. Tabitha Jane King нар. 24 березня 1949) — американська письменниця, журналістка, активістка та акторка. Пише романи, оповідання, сценарії в жанрах жахів, епістолярної, готичної літератури, триллеру, детектива, наукової фантастики та фентезі.
З 1971 року дружина письменника Стівена Кінга.

## Життєпис
Народилася у родині Сари Джейн (1923–2007) і Реймонда Джорджа (1923–2014) Спрусів. Навчалася у Університеті Мену, де й познайомилась з письменником-початківцем Стівеном Кінгом. Табіта працювала в університетській бібліотеці, писала вірші і прозу, чим і здобула увагу Стівена. У червні 1970 року народила дочку Наомі, а 7 січня 1971 року вони одружилися. 4 червня 1972 року народила сина Джо, 21 січня 1977 — Оуена.
В автобіографії «Про письменство» Стівен Кінг докладно описує вагомий внесок дружини в створення низки своїх романів. Зокрема, та знайшла в сміттєвому кошику чернетку роману «Керрі», який Кінг вважав невдалим, і наполягла, щоб чоловік його дописав.
Табіта Кінг має Почесний ступінь доктора гуманітарних наук.